# 路易斯·特曼

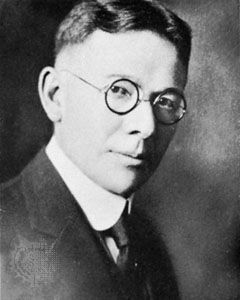
路易斯·特曼

路易斯·特曼（1877年1月15日 - 1956年12月21日）是美国心理学家和優生學支持者。他曾修訂斯坦福-比奈智力量表並參與天才的遗传研究。 他还曾任美国心理学会主席。他曾当选美国国家科学院院士、美国文理科学院院士和美國哲學學會會士。 